# 胡家镇 (隆昌市)
胡家镇，是中华人民共和国四川省内江市隆昌市下辖的一个乡镇级行政单位。

## 行政区划
胡家镇下辖以下地区：
胡家寺社区、付家桥社区、胡家村、新华村、联和村、团结村、红岩村、灯房村、班竹村、元咀村、胜利村、合兴村、解放村、新建村、新乐村、学堂村、泡桐村、黄金村、石龙村、盘石村、蒲芦村、双龙村、付家村、联盟村、黄桷村、凤凰村、六一村、九块碑村、同心村和洪家村。